# Rafídids
Els rafídids (Raphidiidae) són una família d'insectes alats que pertanyen a l'ordre dels rafidiòpters.

## Característiques
Aquests insectes alats tenen un cos fosc amb un distintiu coll llarg o un protòrax sorprenentment allargat. El cap és eixamplat amb forma d'ou a la part davantera té mandíbules bastant grans amb tota mena de dents i s'estreny fins a un punt a la part posterior i porta antenes filamentoses. Les ales són transparentes, poques vegades s'empren, sempre estan doblegades per sobre del cap com un sostre quan estan en repòs. Les femelles tenen un gran ovipositor i són lleugerament més grans que els mascles. La llargada del cos varia de 0,6 a 2,8 cm.
Aquests insectes experimenten una metamorfosi completa i el seu aliment consisteix principalment en larves d'escarabats i altres insectes tous. Els esquincen amb les dents afilades. Només mengen carn i no mengen plantes.
Els ous es dipositen a l'escorça dels arbres. Les larves eclosionades tenen el cos allargat i viuen sota l'escorça dels arbres o en fullaraca. Les nimfes mengen sovint larves d'escarabats, incloses les larves de molts escarabats que es consideren plagues a la silvicultura. Necessiten fred per pupar. A altes temperatures, les larves no poden eclosionar i, per tant, no es poden convertir en adults.

## Diferències
Raphidiidae són les més grans de les dues famílies de rafidiòpters, amb unes 190 espècies. L'altra família, Inocelliidae, té unes 30 espècies.
Les dues famílies es diferencien per la construcció del cap, les espècies de la família Inocelliidae no tenen ocels a la part superior del cap, mentre que en tenen en espècies de la família Raphidiidae.

## Distribució i hàbitat
Aquesta família es troba principalment a l'hemisferi nord al voltant de la vegetació.

## Gèneres
Raphidiidae es divideixen en 28 gèneres amb unes 210 espècies
- Africoraphidia
- Agulla Navàs 1914
- Alena Navàs 1916
- Atlantoraphidia
- Calabroraphidia
- Dichrostigma
- Harraphidia
- Hispanoraphidia
- Iranoraphidia
- Italoraphidia
- Mauroraphidia
- Mongoloraphidia
- Ohmella H. Aspöck & U. Aspöck
- Ornatoraphidia
- Parvoraphidia
- Phaeostigma
- Puncha
- Raphidia Linnaeus, 1758
- Raphidilla
- Subilla
- Tadshikoraphidia
- Tauroraphidia
- Tjederiraphidia
- Turcoraphidia
- Ulrike
- Venustoraphidia
- Xanthostigma
- †Succinoraphidiinae Aspöck & Aspöck, 2004[4]
  - †Succinoraphidia Aspöck & Aspöck, 2004